# أنطون فريدريش جوستوس ثيبوت
أنطون فريدريش جوستوس ثيبوت (بالألمانية: Anton Friedrich Justus Thibaut)‏ (4 يناير 1772 - 20 مارس 1840)، كان فقيه وموسيقي ألماني. بعد المدرسة في هاملن وهانوفر، دخل ثيبوت جامعة جوتنجن كطالب في الفقه، وذهب من هناك إلى كونيجسبيرج، حيث درس على يد إيمانويل كانت، وبعد ذلك إلى جامعة كيل، حيث كان زميلًا طالبًا في نيبور.

## روابط خارجية
- أنطون فريدريش جوستوس ثيبوت على موقع الموسوعة البريطانية (الإنجليزية)